# C. R. Crews
Pas d'image ? Cliquez ici
Charles Richard Crews III, plus connu sous le nom de C. R. Crews, né le 30 mai 1988 à Dallas aux États-Unis, est un avocat et un pilote automobile américain. De 2006 à 2008, il a participé au championnat américain Indy Lights. Il participe actuellement à des épreuves d'endurance aux mains de voitures de Sport-prototypes dans des championnats tels que le WeatherTech SportsCar Championship, l'European Le Mans Series, l'Asian Le Mans Series, la Michelin Le Mans Cup et l'IMSA Prototype Challenge.

## Palmarès

### Résultats aux24 Heures de Daytona
| Année | Écurie                               | Copilotes                                                      | Voiture            | Classe | Tours | Pos. | Class Pos. |
| ----- | ------------------------------------ | -------------------------------------------------------------- | ------------------ | ------ | ----- | ---- | ---------- |
| 2008  | Team Seattle/Farnbacher Loles Racing | Russell Walker Peter Ludwig Ben McCrackin Tim Bergmeister (de) | Porsche 911 GT3    | GT     | 397   | Abd. | Abd.       |
| 2022  | Mühlner Motorsports America          | Cameron Shields (en) Nolan Siegel (en) Ugo de Wilde            | Duqueine M30 - D08 | LMP3   | 681   | 3e   | 6e         |

### Résultats enEuropean Le Mans Series
| Année | Écurie                    | Voiture            | Moteur                    | Classe | 1      | 2        | 3       | 4     | 5     | 6   | Total | Pos. |
| ----- | ------------------------- | ------------------ | ------------------------- | ------ | ------ | -------- | ------- | ----- | ----- | --- | ----- | ---- |
| 2020  | Nielsen Racing            | Duqueine M30 - D08 | Nissan VK56 5,6 l V8 Atmo | LMP3   | LEC 8  | SPA Abd. | LEC 5   | MON 6 | POR 5 |     | 32    | 13e  |
| 2021  | Team Virage               | Ligier JS P320     | Nissan VK56 5,6 l V8 Atmo | LMP3   | 1BAR 7 | RBR Nc.  | LEC Nc. | MON 5 | SPA 5 | POR | 26    | 12e  |
| 2022  | Inter Europol Competition | Ligier JS P320     | Nissan VK56 5,6 l V8 Atmo | LMP3   | LEC    | IMO      | MON     | BAR   | SPA   | POR | *     | *    |

* Saison en cours.

### Résultats enAsian Le Mans Series
| Année     | Écurie         | Châssis   | Moteur                      | Classe | 1     | 2        | 3     | 4     | Position | Points |
| --------- | -------------- | --------- | --------------------------- | ------ | ----- | -------- | ----- | ----- | -------- | ------ |
| 2019-2020 | Nielsen Racing | Norma M30 | Nissan VK50VE 5,0 l V8 Atmo | LMP3   | SHA 6 | BEN Abd. | SEP 2 | CHA 5 | 6e       | 37     |

### Résultats enMichelin Le Mans Cup
| Année | Écurie             | Châssis            | Moteur                    | Classe | 1   | 2   | 3   | 4   | 5   | 6   | 7     | Position | Points |
| ----- | ------------------ | ------------------ | ------------------------- | ------ | --- | --- | --- | --- | --- | --- | ----- | -------- | ------ |
| 2021  | Mühlner Motorsport | Duqueine M30 - D08 | Nissan VK56 5,6 l V8 Atmo | LMP3   | BAR | LEC | MON | LMS | LMS | SPA | POR 8 | 28e      | 4      |